# Ахтини
Ахтини — село в Хунзахском районе Дагестана. Входит в Ахалчинское сельское поселение.

## Географическое положение
Расположено на территории Кумторкалинского района, в 15 км к северо-востоку от города Кизилюрт на Шамхал-Янгиюртовском канале.

## История
Указом Президиума Верховного Совета ДАССР от 29.02.1972 года на территории Кизилюртовского района на землях закрепленных за колхозом имени Энгельса села Ахалчи зарегистрирован новый населенный пункт Ахтини.

## Население
| 1939 | 1970 | 1989 | 2002 | 2010 | 2021 |
| ---- | ---- | ---- | ---- | ---- | ---- |
| 40   | ↗255 | ↗329 | ↗411 | ↗474 | ↘404 |

По данным Всероссийской переписи населения 2010 года — моноэтничное аварское село.